# 巴泽耶战役

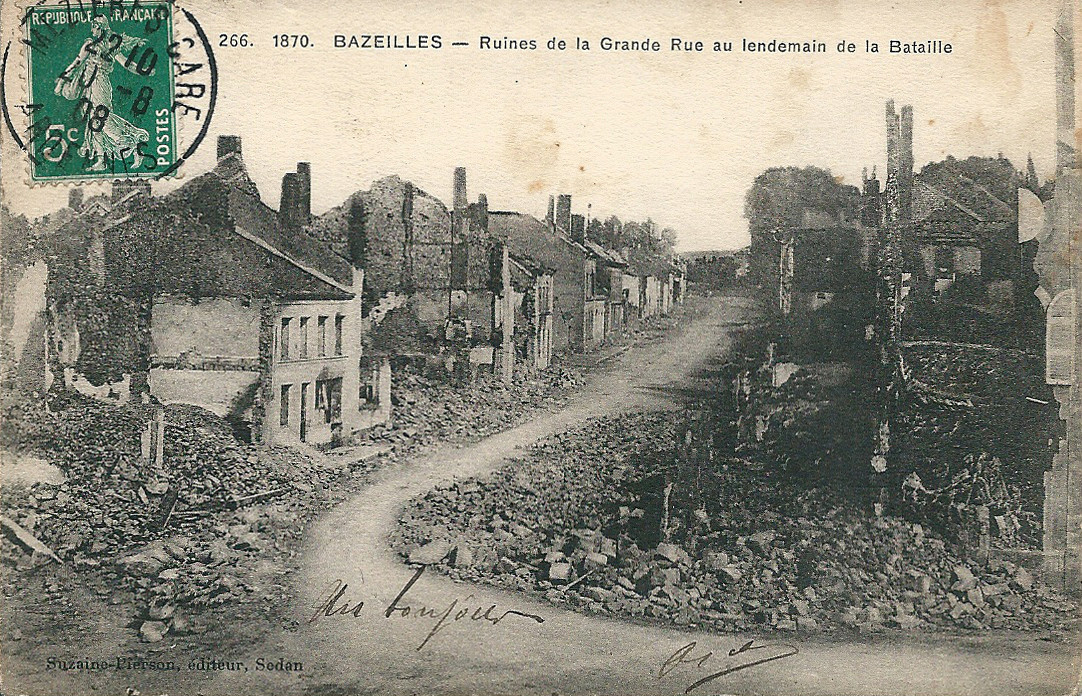
交戰後的巴澤耶

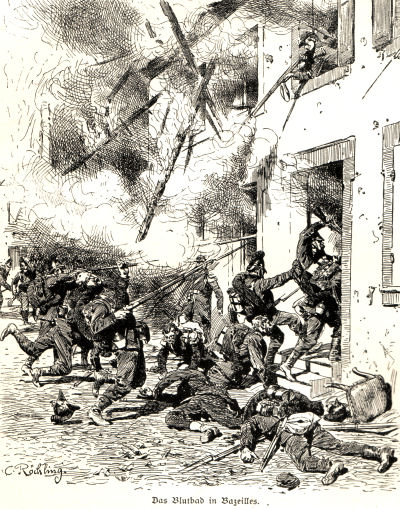
《巴澤耶的屠殺》巴伐利亞部隊被藏在房屋中的法国海军陆战队伏擊

巴澤耶戰役（法語：Bataille de Bazeilles）發生於1870年9月1日，是普法戰爭中的一場戰役，也是近代歷史中第一次以巷戰為主的戰役。巴伐利亞軍隊與法国海军陆战队和民兵在法國阿登省的小鎮巴澤耶交戰。
由埃利·德·瓦苏瓦涅指揮的海軍陸戰隊藍色師對巴伐利亞軍隊展開伏擊，在小鎮中的陸戰隊的狙擊手和民兵使用夏塞波步槍向敵軍開火。儘管人數只有敵軍的十分之一，法軍依然控制著該鎮，直到拿破仑三世下令撤退為止。指揮官阿尔塞纳·朗贝尔領導的小規模部隊在色當路上的最後一棟房子中掩護大部隊撤退，奮戰至子彈用盡。
經過7個小時的交戰，巴伐利亞軍隊佔領了該鎮，被俘的法國游擊隊和被認為為戰鬥人員的平民被處決。埃利·德·瓦苏瓦涅將軍對參與交戰的法國士兵有句名言「海軍陸戰隊部隊的奮戰遠超他們職責的極限。」 
此戰役為法国海军陆战队的週年慶祝日。

## 經過
巴伐利亞部隊於前一天阻止了巴澤耶以南的鐵路橋的拆除，在追擊敵人的過程中遭遇了激烈的抵抗。該天晚上，他們撤退至默茲河以北的橋頭堡。隔天晚上，法軍將步兵和海軍陸戰隊的「藍色師」部署至巴澤耶。他們的任務是保衛該地直到彈盡糧絕。道路和房屋被封鎖以進行防禦。
9月1日凌晨4點，巴伐利亞第一軍團指揮官路德维希·冯德坦恩-拉特扎姆豪森下令襲擊巴泽耶，此時德軍總指揮赫尔穆特·冯·毛奇依然在前線率領部隊。由於低能見度，巴伐利亞部隊的傷亡很快的上漲。並持續的派遣部隊。上午11點，因為色當和巴澤耶附近的地區已經脫離控制，寡不敵眾的法軍撤出戰場。
在戰鬥中，該鎮的法國平民積極參與，對巴伐利亞軍隊開火和照顧傷員。由於對平民的阻饒感到憤怒，巴伐利亞部隊在戰後屠殺數十人並焚燬房屋，整個小鎮在中午時陷入火海。

## 傷亡
法國海軍陸戰隊和民兵共有2,655人死亡。 巴伐利亞軍隊則損失了213名軍官和3,876名士兵 雖然法國的宣傳表示有大量的男性、女性和小孩被屠殺，但法國官方報告調查共有39名平民被德軍屠殺 接著還有150人（佔人口的10%）在下個月死於戰傷。
巴澤耶戰役對巴伐利亞軍隊是個灰暗的一天，卡爾·馮·赫爾維格將軍認為此場戰役「對巴伐利亞軍隊榮譽是個血腥的貢獻，是德國統一戰爭中灰暗的一天。」 巴澤耶的交戰是很多19世紀後期的軍事藝術家和插畫家的熱門議題，米夏埃尔·策诺·迪默於1896年對該戰役進行繪畫，並將全景圖展示在曼海姆的一棟建築。安东·冯·维尔纳於1883年在柏林的亚历山大广场展示他的畫作，以及還有許多相關的畫作。
現代的法国海军陆战队將到達色當路上的最後一棟房子是為一項身份建設活動